# Селегілін
Селегілін (лат. Selegilinum,англ. Selegiline) — синтетичний препарат, який належить до групи інгібіторів моноаміноксидази типу В, який застосовується для лікування паркінсонізму. Селегілін застосовується перорально розроблені також трансдермальні системи, які застосовуються нашкірно. Селегілін уперше синтезований у лабораторії угорської компанії «Chinoin» як активніший лівообертаючий ізомер іншого інгібітора монооксидази депренілу.

## Фармакологічні властивості
Селегілін — синтетичний препарат, який належить до групи інгібіторів моноаміноксидази типу В, та застосовується для лікування паркінсонізму. Механізм дії препарату полягає в інгібуванні ферменту моноаміноксидази типу B, яка переважно локалізована в головному мозку. Наслідком цього є інгібування зворотнього захоплення дофаміну в синапсах у центральній нервовій системі, що призводить до збільшення концентрації дофаміну в ядрах екстрапірамідної системи та інших відділах мозку та усуненню його дефіциту в нервових закінченнях, наслідком чого є зменшення симптомів паркінсонізму. Селегілін також має здатність знижувати утворення вільних радикалів, що виникають при окисленні біогенних амінів, а також, за даними частини дослідників, може попереджувати отруєннями токсинами зовнішнього середовища, а також попереджувати селективне захоплення нейротоксинів у нервові закінчення, чим попереджується пошкодження токсинами нейронів. Селегілін застосовується для лікування паркінсонізму, у тому числі й вторинного паркінсонізму. Значне підвищення вмісту дофаміну та інших медіаторних амінів у тканинах мозку спостерігається при спільному застосуванні селегіліну з леводопою, тому він застосовується разом із леводопою частіше на пізніших стадіях захворювання. Селегілін як інгібітор моноаміноксидази має також властивості антидепресанту, тому він також застосовується для лікування депресії нашкірно у вигляді трансдермальної терапевтичної системи.

### Фармакокінетика
Селегілін добре і швидко всмоктується при пероральному застосуванні, проте його біодоступність становить лише 10 % у зв'язку з ефектом першого проходження через печінку. Максимальна концентрація в крові спостерігається протягом 10–15 хвилин після прийому препарату. Препарат добре (на 94 %) зв'язується з білками плазми крові. Селегілін проникає через гематоенцефалічний бар'єр, через плацентарний бар'єр, та виділяється в грудне молоко. Метаболізується препарат у печінці з утворенням активних метаболітів, зокрема метамфетаміну та амфетаміну. Виводиться селегілін з організму з сечею у вигляді метаболітів. Період напіввиведення препарату становить 2–10 годин, період напіввиведення активних метаболітів селегіліну становить до 20,5 годин.

## Покази до застосування
Селегілін застосовується для лікування паркінсонізму, у тому числі вторинного, як самостійний препарат, так і в комбінації з леводопою.

## Побічна дія
При застосуванні селегіліну спостерігаються наступні побічні ефекти:
- Алергічні реакції та з боку шкірних покривів — шкірні алергічні реакції.
- З боку травної системи — нудота, блювання, запор або діарея, сухість у роті.
- З боку нервової системи — тремор, зміни настрою, психоз, порушення свідомості, порушення зору, легке порушення сну, головний біль, запаморочення, депресія, посилення лібідо.
- З боку серцево-судинної системи — брадикардія, ортостатична артеріальна гіпотензія, суправентрикулярна тахікардія, біль у грудній клітці.
- Інші побічні ефекти — біль у горлі, біль у спині, біль у суглобах, судоми м'язів, міопатія, затримка сечопуску.

## Протипокази
Селегілін протипоказаний при підвищеній чутливості до препарату, при одночасному застосуванні інших інгібіторів моноаміноксидази (зокрема лінезоліду), інгібіторами зворотнього захоплення норадреналіну, інгібіторами зворотного захоплення серотоніну, трициклічними антидепресантами, опіоїдами, екстрапірамідних захворюваннях, не пов'язаних зі зниженням вмісту дофаміну в структурах мозку, прогресуючій деменції, психозах, вагітності та годуванні грудьми, особам у віці менше ніж 18 років.

## Форми випуску
Селегілін випускається у вигляді таблеток по 0,00125; 0,005 і 0,01 г, а також у вигляді трансдермальної терапевтичної системи.